# Гонсалес Лопес, Луис
Луис Артуро Гонсалес Лопес (исп. Luis Arturo González López; 1900—1965) — политический деятель Гватемалы. Член Верховного Суда с 1945 по 1951 годы. Исполняющий обязанности президента Гватемалы с 27 июля до 24 октября 1957 года. Пришёл к власти после убийства президента Кастильо Армаса. Работа его правительства была сосредоточена на попытке назначить новые выборы. Был низложен в результате военного переворота хунтой Оскара Мендосы Асурдии.